# Sherlock Holmes Baffled
Sherlock Holmes Baffled (literalment, Sherlock Holmes perplex) és un curtmetratge de cinema mut en blanc i negre dels Estats Units dirigit per Arthur Marvin el 1900 i enregistrat oficialment el 1903. És la primera adaptació cinematogràfica coneguda del detectiu Sherlock Holmes, creat per l'escriptor britànic Arthur Conan Doyle. La inclusió del personatge Holmes fa que l'obra sigui també la primera pel·lícula de misteri coneguda. A la pel·lícula, un lladre, que pot aparèixer i desaparèixer a voluntat, roba una sèrie d'objectes a Holmes i tots els esforços del detectiu per capturar-ho fracassen.
Sherlock Holmes Baffled fou originàriament produïda per a mutoscopis el 1900 i enregistrada el 1903; dura només 30 segons. No es coneix el nom dels actors. Considerada durant anys una pel·lícula perduda, va ser redescoberta el 1968 gràcies als seus fotogrames impresos en paper arxivats a la Biblioteca del Congrés dels Estats Units.

## Argument
Després del títol, un lladre amb el rostre cobert introdueix en una gran bossa els objectes que hi ha damunt una taula. Sherlock Holmes entra al saló i descobreix l'intrús, però en encarar-se al rapinyador aquest desapareix. Holmes inicialment intenta ignorar el fet tot seient i encenent una cigarreta, però el lladre torna a aparèixer i el detectiu intenta apoderar-se del sac d'objectes robats. Treu una pistola de la butxaca del seu barnús i dispara a l'intrús, que torna a desaparèixer indemne. Quan Holmes aconsegueix els objectes robats, la bossa desapareix de les seves mans i torna a les del lladre, que desapareix immediatament a través d'una finestra. En aquest moment la pel·lícula acaba abruptament mostrant a Holmes amb una evident expressió de perplexitat.

## Producció

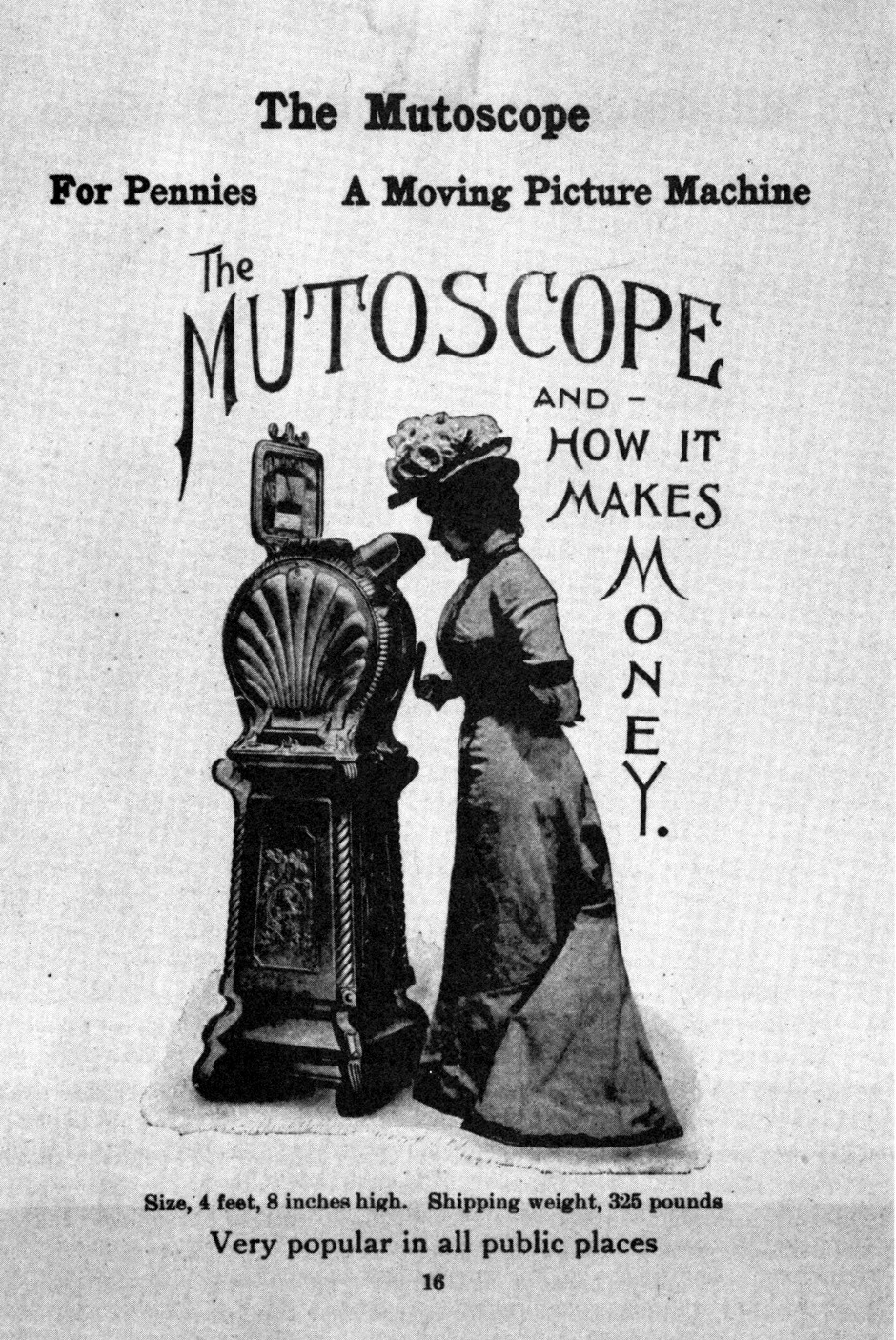
Anunci de l'any 1899 del mutoscopi

La pel·lícula va ser produïda per l'American Mutoscope and Biograph Company, coneguda com a Biograph, amb la intenció d'ésser reproduïda en un mutoscopi, un dispositiu cinematogràfic arcaic, patentat per Herman Casler el 1894. El mutoscopi, de la mateixa manera que el cinetoscopi de Thomas Edison, no es projectava en una pantalla i les imatges només podien ser vistes per una persona a la vegada. Més barat i simple que la invenció d'Edison, el sistema del mutoscopi ràpidament va dominar el mercat de pel·lícules Peep show, incorporades a màquines que podien activar-se amb monedes.
El mutoscopi funcionava amb el mateix principi que un folioscopi, amb unes imatges individuals que estaven impreses en unes targetes flexibles i unides a una estructura circular que es podia fer girar amb les mans. Les targetes eren il·luminades per una sèrie de bombetes que hi havia a dins de la màquina, un sistema desenvolupat pel germà d'Arthur Marvin, Henry, un dels fundadors de la companyia Biograph. Les primeres màquines depenien de la llum natural reflectida.
Per evitar violar les patents d'Edison, les càmeres Biograph de 1895 a 1902 usaven un format de pel·lícula gran, de 60 mil·límetres d'amplada, amb una àrea d'imatge de 2 × 2½ polzades, quatre vegades més gran que la pel·lícula de 35 mm d'Edison. Les pel·lícules Biograph no estaven perforades, sinó que la mateixa càmera foradava cada costat de la targeta segons eren exposades a una velocitat de 30 imatges per segon. Sherlock Holmes Baffled mesura 86,56 metres de llarg, amb un total de 30 segons de durada, tot i que aquesta, en la pràctica, podia variar, ja que la velocitat d'exposició depenia de l'acció manual de l'usuari.
El director de Sherlock Holmes Baffled fou Arthur W. Marvin (maig de 1859 - 18 de gener de 1911), un operador de càmera contractat per Biograph, que va rodar prop de 418 pel·lícules entre 1897 i 1911, especialment vodevils. Després va ser conegut per treballar com a operador de càmera per a les primeres pel·lícules mudes de D. W. Griffith. No es coneix el nom dels actors que interpreten a Holmes i al lladre.
Fins al 1903, les pel·lícules produïdes per Biograph eren fonamentalment reals, documentals on es filmaven persones, llocs i esdeveniments reals, però Sherlock Holmes Baffled és un dels pocs exemples de pel·lícules narratives i còmiques produïdes a l'estudi de la companyia a Broadway, a Nova York. D'acord amb Sherlock Holmes Handbook, de Christopher Redmond, la pel·lícula es va rodar el 26 d'abril de 1900. Julie McKuras afirma que va ser estrenada al maig del mateix any; però, malgrat estar en circulació, no va ser enregistrada fins al 24 de febrer de 1903, data consignada a la targeta de drets d'autor de la pel·lícula. Alguns autors daten la pel·lícula l'any 1905, degut probablement a la confusió amb un altre enregistrament, Adventures of Sherlock Holmes; or, Held for Ransom, produïda per Vitagraph en aquell any.

## Redescobriment
La pel·lícula es va donar per perduda durant molts anys fins que el 1968 Michael Pointer, un historiador de les pel·lícules de Sherlock Holmes, va identificar una còpia en paper a l'arxiu de la Biblioteca del Congrés dels Estats Units. Com que, fins al 1912, les pel·lícules no quedaven emparades per les lleis de drets d'autor, els estudis enviaven les còpies en paper a la Biblioteca del Congrés per poder enregistrar les seves obres. Aquestes còpies es fabricaven fent servir paper d'alta sensibilitat de la mateixa amplada i longitud que la mateixa pel·lícula; d'aquesta manera, es creava una col·lecció d'imatges fixes, un mètode emprat tant per l'Edison Company com per la Biograph. L'enregistrament va romandre durant anys custodiat a la Biblioteca com una pel·lícula de 16 mm.

## Anàlisi
L'argument de Sherlock Holmes Baffled no té cap relació amb qualsevol de les històries recollides a l'anomenat «Cànon holmesià» d'Arthur Conan Doyle; sembla que el nom es va usar exclusivament per la seva popularitat. Rodada des del mateix angle d'un escenari, la intenció de la pel·lícula era probablement servir com un exemple dels trucs cinematogràfics i els efectes especials que es podien realitzar; particularment l'stop trick descobert pel director francès Georges Méliès quatre anys abans, el 1896.
Va marcar l'inici de la tendència dels primers directors de cinema de mostrar al protagonista en situacions còmiques; en aquest cas, algú que recorda el personatge Holmes queda «perplex» i superat per un lladre, al contrari de la situació habitual descrita en les novel·les, on el detectiu sempre demostra la seva habilitat. William K. Everson, en el seu llibre The Detective in Film, destaca que Sherlock Holmes Baffled, igual que altres pel·lícules mudes de trama detectivesca, «s'encaren a la dificultat de no poder conduir un interrogatori prolongat o una sèrie de deduccions orals... l'èmfasi es posa aleshores en l'acció física, no en les descobertes del rastrejador de la literatura». La primera adaptació fidel i seriosa del personatge de Conan Doyle va ser la de la pel·lícula de William Gillette, Sherlock Holmes, estrenada el 1916. Michael Pointer ha suggerit que l'aparença i vestit de l'actor anònim a Sherlock Holmes Baffled eren una imitació de la interpretació de Gillette a l'obra de teatre Sherlock Holmes, que va debutar al Teatre Garrick de Broadway el 6 de novembre de 1899.
A l'article original sobre el redescobriment, Michael Pointer afirma que «es tracta d'una pel·lícula de trucs antiga, clarament produïda per ésser vista en un mutoscopi o una altra màquina de Peep Show. Encara que és una peça petita i quasi trivial, té un valor històric, ja que es tracta del primer ús conegut del personatge de Sherlock Holmes en una pel·lícula». Per extensió, també és la primera pel·lícula rodada de detectius, l'inici de les abundants adaptacions del personatge de Conan Doyle al llarg de la història del cinema.